# Ferdinand Jensch
Ferdinand Jensch (* 21. Mai 1829; † 1903) war ein deutscher Richter und Parlamentarier.

## Leben
Jensch studierte Rechtswissenschaften an den Universitäten Greifswald und Berlin. 1851 wurde er Mitglied des Corps Borussia Greifswald. 1852 gehörte er zu den Rekonstitutionscorpsburschen des Corps Guestfalia Greifswald. 1853 schloss er sich dem Corps Vandalia Berlin an. Nach dem Studium schlug er die Richterlaufbahn ein. Über viele Jahre war er Landgerichtsdirektor in Ostrowo. Zuletzt lebte er im Ruhestand in Bromberg. Von 1882 bis 1888 saß Jensch als Abgeordneter des Wahlkreises Posen 3 (Samter, Birnbaum) im Preußischen Abgeordnetenhaus. Von 1882 bis 1885 gehörte er der Fraktion der Deutschen Fortschrittspartei an, von 1886 bis 1888 der Deutschen Freisinnigen Partei.

## Auszeichnungen
- Ernennung zum Geheimen Justizrat[2]
- Ehrenmitglied des Corps Guestfalia Greifswald